# Kōtoku
L'empereur Kōtoku (孝徳天皇, Kōtoku Tennō), né en 597 et décédé le 24 novembre 654 était le trente-sixième empereur du Japon, selon l'ordre traditionnel de la succession. Il a régné du 12 juillet 645 à sa mort. 

## Généalogie
Son nom personnel était prince Karu. Descendant de l'empereur Bidatsu, il est un fils du prince Chinu par la princesse Kibihime, et donc un jeune frère de l'impératrice Kōgyoku à qui il succède. Chinu était un fils du prince Oshisaka-hikohito no Ōe, lui-même fils de l'empereur Bidatsu. Kōtoku a au moins eu trois consorts, incluant son impératrice, Hashihito no Himemiko (princesse Hashihito), la fille de l'empereur Jomei et de sa sœur Kōgyoku.

### Impératrice et consorts
- Princesse Hashihito, fille de l'empereur Jomei et de l'impératrice Takara ; impératrice en 645 ; impératrice douairière ; morte en 665 ;
- Abe no Otarashi-hime, fille de Abe no Kurahashi Maro ; épouse impériale ; dont il eut un enfant :
  - prince Arima (640-658)
- Soga Chi no Iratsume, fills de Soga Ishikawamaro ; épouse impériale.

## Biographie

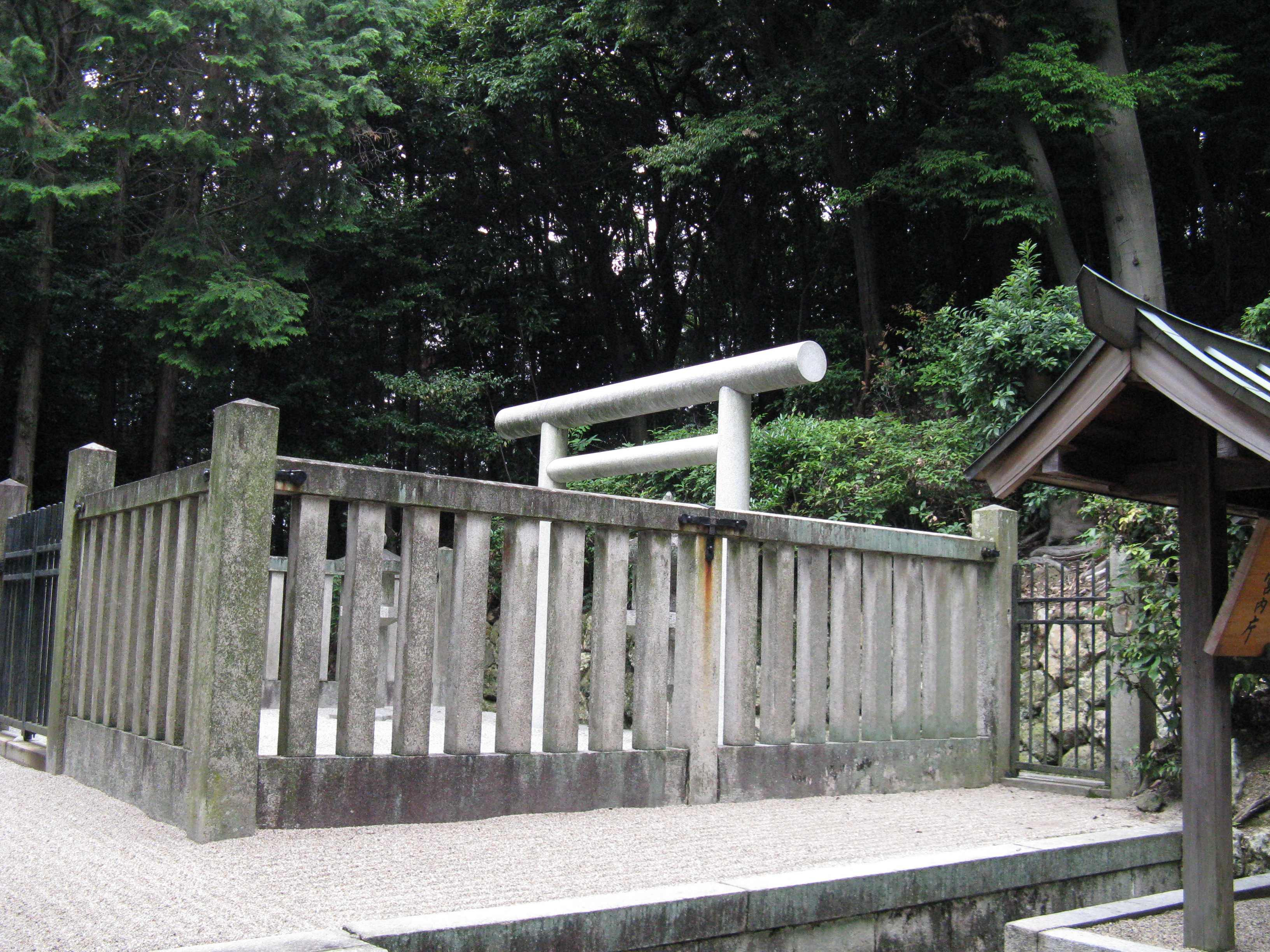
Mausolée de l'empereur Kōtoku (Taishi, préfecture d'Osaka).

En 645, durant le premier règne de sa sœur Kōgyoku, le clan Soga tente de prendre le contrôle de la cour, et le prince Naka no Ōe assassine Soga no Iruka, le chef du clan, juste devant le trône (voir l'article Itsushi no hen). Choquée, l'impératrice abdique en faveur de son fils, le prince héritier Naka no Ōe, mais celui-ci insiste pour que ce soit Kōtoku qui monte sur le trône, ce qu'il fait deux jours après ces événements.

### L'ère Taika
L'ère Taika (大化, Taika) commence la troisième année du règne de l'impératrice Kōgyoku (645). Kōtoku, en montant sur le trône, introduit au Japon l'usage des nengō ou titres honorifiques des années du règne des empereurs. Il nomme les premières années du sien Taika.
- Taika gannen (大化元年) ou Taika 1 (645) : Kōtoku introduit la réforme de Taika (大化の改新, Taika no kaishin). Cette réforme systématique (律令, ritsuryō ou ritsuryô) consiste en une série d'articles rédigés sous le règne de l'empereur Kōtoku. L'empereur divise l'empire en huit provinces, et règle le rang de tous les officiers du gouvernement, qu'il distingue par dix-neuf bonnets de formes et de couleurs différentes, selon leur rang[1].
- Taika 1 (645) : l'empereur Kōtoku quitte Asuka, capitale classique jusqu'alors. Il transfère la capitale à Naniwa aux environs de la baie d'Osaka et y centralise le pouvoir. Kōtoku résida dans un palais, Toyosaki no Miya à Nagara, construit sur un promontoire dans le voisinage de Naniwa en la province de Settsu (摂津国)[2].
- Taika 2, le 1er du 1re mois (646) : Kōtoku fixe les jours des grandes audiences de la Cour. Il établit, dans toutes les provinces de l'empire, des magistratures, des barrières et des relais de poste, divise le pays d'après les montagnes et les rivières, place des gouverneurs dans chaque province, et fixe le salaire des porteurs. Il nomme des chefs dans les districts et les villages, et fut le premier à recenser les foyers la population et le produit des terres de chaque lieu et à lever des impôts. Il introduit les revues d'infanterie et de cavalerie, ordonne de prendre pour chaque centaine de familles une femme pour le service du palais. Un officier était envoyé tous les ans dans chaque province pour examiner la conduite des gouverneurs. Il fit également construire des magasins et des arsenaux[3]. Le ministre de Droite (右大臣, udaijin?) Soga Yamada Ishikawa Maro fut chargé de l'avertir de toutes les fautes qu'il pourrait commettre dans le gouvernement. Ce fut lui qui inventa et introduisit en grande partie l'étiquette qu'on observe encore à la Cour. Naka no Ōe-shinno et le régent Nakatomi no Kamatari lui conseillèrent toutes ces mesures[4].
- Taika 5, le 7e du 3e mois (649) : mort du ministre de Gauche (左大臣, sadaijin?) Abe no Kurahashi Maro[4].
- Taika 5, le 20e du 4e mois (649) : Kose no Toko no Ō-omi (593-658) fut fait sadaijin juste après la mort de son prédécesseur[5].
- Taika 5, 3e mois (649) : Sogo no Kiyouga, frère cadet de l'udaijin Soga Yamada Ishikawa Maro, ayant informé l'empereur que son frère aîné tramait une conspiration, Kōtoku envoya des gens armés à sa demeure pour le mettre à mort. Yamada se suicide. Par la suite, lorsque son innocence fut prouvée, son frère Kiyouga fut exilé en Tokachi (十勝国) sur l'île d'Hokkaidō, alors un pays sauvage et désert[4].
- Taika 5, 4e mois (649) : Ōtomo Nagatoko no Muraji fut fait sadaijin et reçut le chapeau de pourpre[5].
- Taika 5 (649) : l'établissement du nouveau système du gouvernement (le hasshō hyakkan), huit administrations ou ministères et cent bureaux[6].
- Taika 6 (650) : on envoya de la province de Nagato a l'empereur un faisan blanc, ce qui fut jugé d'un heureux présage. L'empereur en fut très content, et manda toutes les personnes de sa cour pour leur montrer cet oiseau. Kōtoku ordonna que le prince de Nagato soit avancé en rang d'un degré[7].

Selon le Nihon shoki, Kōtoku a une personnalité noble, est favorable au bouddhisme et très inspiré par la Chine. En 645, il crée une nouvelle ville dans un endroit appelé Naniwa, et déplace la capitale d'Asuka vers cette nouvelle ville. La nouvelle capitale dispose d'un port maritime et est donc parfaite pour le commerce et les activités diplomatiques. L'année suivante, Kōtoku met en place la réforme de Taika, remodelant l'empire sur le modèle chinois.

### L'ère Hakuchi
L'ère Hakuchi a commencé la sixième année de Taika (650). À cette occasion, le nengō fut changé en Hakuchi, qui veut dire faisan blanc.
- Hakuchi gannen (白雉元年) ou Hakuchi 1 (白雉一; 650) : Kōtoku demanda que fussent relâchés tous les prisonniers du Yamato[7].
- Hakuchi 2 (651) : l'empereur fit faire une image de Bouddha haute de seize pieds, à partir de laquelle on grava mille autres images de cette divinité.  Il fit rassembler dans son palais deux mille cent religieux et religieuses, chargés d'y lire les livres de la loi de Bouddha (一切経, issai kyō?).  À cette occasion, la Cour fut illuminée de deux mille sept cents lanternes[8].
- Hakuchi 4 (653) : l'empereur envoya Kiso no Osani à la tête d'une ambassade, à la Cour de l'empereur des Tang, qui la reçut en audience solennelle.  Plusieurs prêtres japonais accompagnaient cette ambassade. Parmi eux se trouvait Zio yè, fils de Fujiwara no Kamatari, qui depuis fonda le grand temple de la montagne Fafou-no miné-no kaï san dans la province de Yamato[9].  L'ambassade retourna à Naniwa avec des livres chinois et plusieurs trésors de Chine[10].
- Hakuchi 5 (654) : Kōtoku mourut à l'âge de 59 ans, après un règne de dix ans — cinq ans du nengō Taika, et cinq ans du nengō Hakuchi[11].
- Hakuchi 6 (655) : Saimei fut le nouveau nom honorifique de l'impératrice Kōgyoku, qui reprit, à la mort de Kōtoku, le gouvernement qu'elle lui avait auparavant cédé.  C'est le premier exemple dans l'histoire du Japon où la même personne a occupé le trône une seconde fois. Sur sa proposition, l'impératrice transporta sa résidence de Naniwa au palais Kawara no Miya dans le district d'Asuka dans la province de Yamato.  Une énorme quantité de rats et de souris arrivèrent de Naniwa.  Peu de temps après, Saimei quitta le district d'Asuka, et alla résider dans le palais de Okamoto no Miya dans la province d'Ōmi. Le ministre du Centre (内大臣, naidaijin?) Nakatomi no Kamatari fut nommé régent de l'empire[12].

Naka no Ōe continue de porter le rang de prince héritier, et est le dirigeant de facto du gouvernement. En 653, il propose de déplacer à nouveau la capitale dans la province de Yamato. Kōtoku refuse, mais le prince ne tient pas compte de cet avis et retourne à Asuka. De nombreux membres de la cour, y compris l'impératrice Hashihito le suivent, et l'empereur reste presque seul et oublié dans son palais. Il meurt l'année suivante de maladie. Naka no Ōe refusant toujours de monter sur le trône, sa mère, l'ancienne impératrice Kōgyoku, remonte sur le trône sous le nouveau nom de règne de Saimei (斉明).